# Echo (geslacht)
Echo is een geslacht van libellen (Odonata) uit de familie van de beekjuffers (Calopterygidae).

## Soorten
Echo omvat 4 soorten:
- Echo margarita Selys, 1853
- Echo maxima Martin, 1904
- Echo modesta Laidlaw, 1902
- Echo uniformis Selys, 1879